# Celiny (powiat częstochowski)
Celiny – wieś w Polsce położona w województwie śląskim, w powiecie częstochowskim, w gminie Lelów.
W latach 1975–1998 miejscowość należała administracyjnie do województwa częstochowskiego.

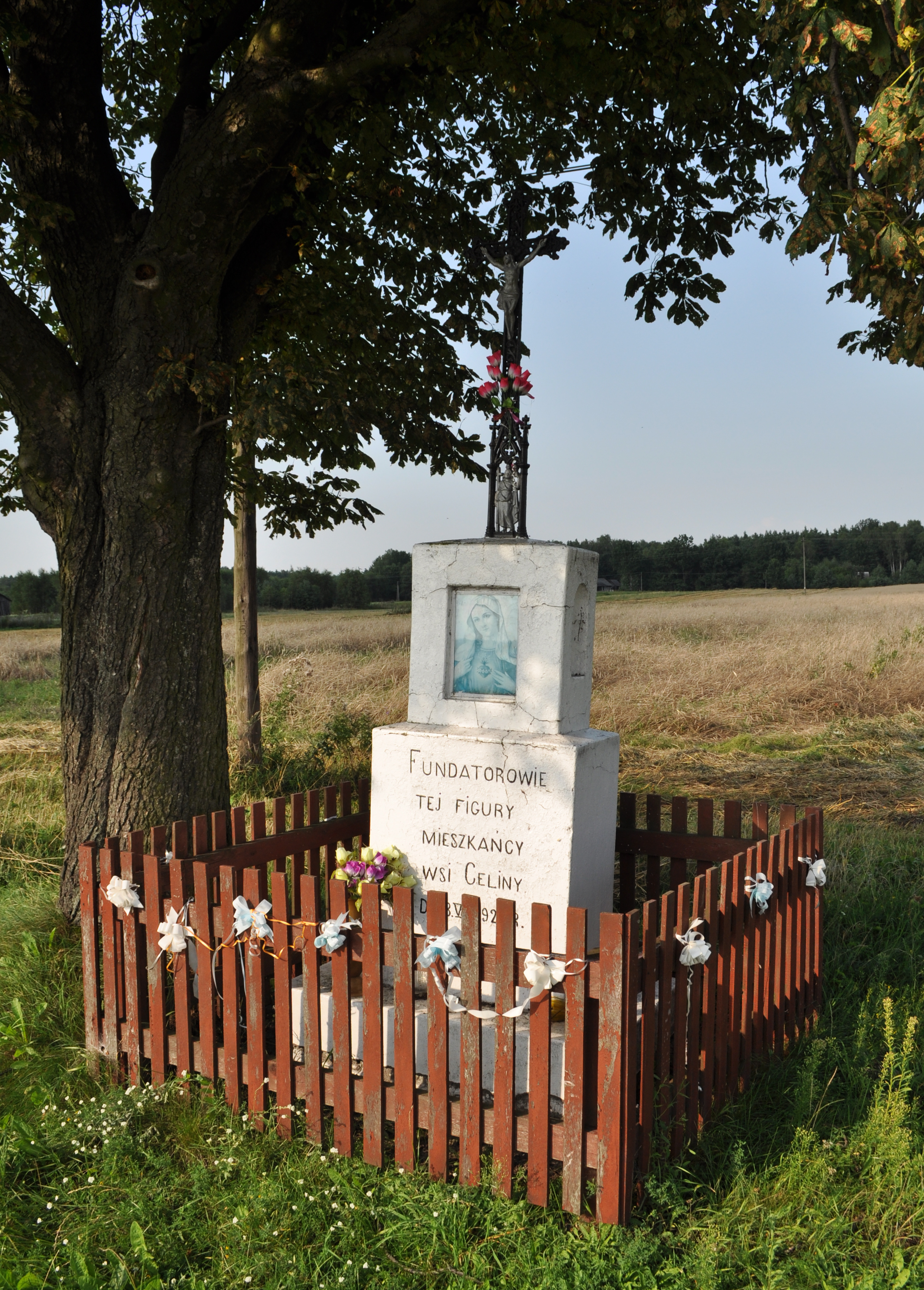
Kapliczka z 1924 roku znajdująca się koło Celin